# Nieder-Beerbach
Nieder-Beerbach (mundartlich: Beerwisch) ist ein Ortsteil der Gemeinde Mühltal im südhessischen Landkreis Darmstadt-Dieburg.

## Geschichte

### Ortsgeschichte
In historischen Dokumenten ist der Ort im Laufe der Jahrhunderte unter wechselnden Ortsnamen belegt. (In Klammern das Jahr der Erwähnung): Berbach (1318); Niedernbeerbach (1363); Berbach (1467); Nieddern Berbach (1485); Nyddern Berbach (1485); Berbach (1549); Bernbach, under (1553); Niedern Berbach; Unterbeerbach (1613).
Die erste urkundliche Erwähnung Nieder-Beerbachs erfolgte im 14. Jahrhundert.

1402 verleiht König Ruprecht das Dorf Nieder-Beerbach und die Dorenbach Konrad von Frankenstein.

1442 belehnt König Friedrich III. Philipp von Frankenstein und seine Vettern Konrad und Hans mit Nieder-Beerbach und Zubehör.

1545 belehnt Landgraf Philipp von Hessen die von Wallbrunn mit ihrem Teil an den Gefällen zu Ober- und Niederbeerbach.

1662 verkaufen die Herren von Frankenstein Nieder-Beerbach als Zubehör des vom Kaiser zu Lehen rührenden Hauses Frankenstein.

1682 belehnt Kaiser Leopold I. Landgräfin Elisabeth Dorothea als Vormünderin des Landgrafen Ernst Ludwig von Hessen mit Nieder-Beerbach, wie es zuletzt die von Frankenstein als Reichslehen innehatten.
Die Statistisch-topographisch-historische Beschreibung des Großherzogthums Hessen berichtet 1829 über Nieder-Beerbach:

„Niederbeerbach (L. Bez. Bensheim) luth. Pfarrdorf; liegt 3 1⁄2 St. von Bensheim, 707 Hess. (544 Par.) Fuß über der Meeresfläche, hat 79 Häuser und 552 Einw., die bis auf 3 Kath. und 1 Reform. lutherisch sind und unter diesen 25 Bauern, 18 Handwerker und 38 Taglöhner. Man findet 4 Mühlen, 2 Ziegelhütten und in- und außerhalb der Kirche noch Leichensteine der Herrn von Frankenstein. Eine besondere Aufmerksamkeit verdient das prächtige Mausoläum Ludwigs von Frankenstein, †1602. – Niederbeerbach war ein Zugehör des Schlosses Frankenstein, und kann mit diesem 1662 durch Kauf an Hessen. Die Herrn von Frankenstein besassen auch das Patronat. Zwischen dem Pfarrhause und dem Frankenstein lag das Dorf Dunkelbach, dessen Namen noch in der Flurbenennung fortdauert. Dieses Dorf war gleichfalls ein Zugehör der Burg Frankenstein.“

Hessische Gebietsreform 1970–1977
Im Zuge der Gebietsreform in Hessen wurden am 1. Januar 1977 die bis dahin selbstständige Gemeinde Nieder-Beerbach mit den Gemeinden Frankenhausen, Nieder-Ramstadt und Traisa kraft Landesgesetz zur neuen Gemeinde Mühltal zusammengeschlossen. Für Nieder-Beerbach wurde wie für die übrigen ehemals eigenständigen Gemeinden ein Ortsbezirk mit Ortsbeirat und Ortsvorsteher nach der Hessischen Gemeindeordnung gebildet. Sitz der Gemeindeverwaltung wurde Nieder-Ramstadt.

### Erdbeben
Am 17. Mai 2014 um 18:48 Uhr (MESZ) erschütterte ein Erdbeben mit dem Magnitudenwert von 4,2 auf der Richterskala Nieder-Beerbach.
Das Epizentrum lag in einer Tiefe von ca. sechs Kilometern.
Das Beben verursachte zahlreiche leichte Gebäudeschäden.

### Verwaltungsgeschichte im Überblick
Die folgende Liste zeigt die Staaten und Verwaltungseinheiten, denen Nieder-Beerbach angehört(e):
- vor 1662: Heiliges Römisches Reich, Herrschaft von Frankenstein
- ab 1662: Heiliges Römisches Reich, Landgrafschaft Hessen-Darmstadt (durch Kauf), Obergrafschaft Katzenelnbogen, (1787: Oberamt Darmstadt, Amt Pfungstadt)
- ab 1803: Heiliges Römisches Reich, Landgrafschaft Hessen-Darmstadt, Fürstentum Starkenburg, Amt Pfungstadt
- ab 1806: Großherzogtum Hessen,[Anm. 2] Fürstentum Starkenburg, Amt Pfungstadt[9]
- ab 1815: Großherzogtum Hessen[Anm. 3], Provinz Starkenburg, Amt Pfungstadt
- ab 1821: Großherzogtum Hessen, Provinz Starkenburg, Landratsbezirk Bensheim[Anm. 4]
- ab 1832: Großherzogtum Hessen, Provinz Starkenburg, Kreis Bensheim
- ab 1848: Großherzogtum Hessen, Regierungsbezirk Heppenheim
- ab 1852: Großherzogtum Hessen, Provinz Starkenburg, Kreis Bensheim
- ab 1853: Großherzogtum Hessen, Provinz Starkenburg, Kreis Darmstadt
- ab 1871: Deutsches Reich,[Anm. 5] Großherzogtum Hessen, Provinz Starkenburg, Kreis Darmstadt
- ab 1918: Deutsches Reich, Volksstaat Hessen,[Anm. 6] Provinz Starkenburg, Kreis Darmstadt
- ab 1938: Deutsches Reich, Volksstaat Hessen, Landkreis Darmstadt[10][Anm. 7]
- ab 1945: Deutsches Reich, Amerikanische Besatzungszone,[Anm. 8] Groß-Hessen, Regierungsbezirk Darmstadt, Landkreis Darmstadt
- ab 1946: Amerikanische Besatzungszone, Land Hessen, Regierungsbezirk Darmstadt, Landkreis Darmstadt
- ab 1949: Deutsches Reich, Bundesrepublik Deutschland, Land Hessen, Regierungsbezirk Darmstadt, Landkreis Darmstadt
- ab 1971: Bundesrepublik Deutschland, Land Hessen, Regierungsbezirk Darmstadt, Landkreis Darmstadt, Gemeinde Mühltal[Anm. 9]
- ab 1977: Bundesrepublik Deutschland, Land Hessen, Regierungsbezirk Darmstadt, Landkreis Darmstadt-Dieburg, Gemeinde Mühltal

### Gerichtszugehörigkeit
Nieder-Beerbach gehörte zur Zent Pfungstadt. In der Landgrafschaft Hessen-Darmstadt wurde mit Ausführungsverordnung vom 9. Dezember 1803 das Gerichtswesen neu organisiert. Für das Fürstentum Starkenburg wurde das Hofgericht Darmstadt eingerichtet. Es war für normale bürgerliche Streitsachen Gericht der zweiten Instanz, für standesherrliche Familienrechtssachen und Kriminalfälle die erste Instanz. Übergeordnet war das Oberappellationsgericht Darmstadt. Die Rechtsprechung der ersten Instanz wurde durch die Ämter bzw. Standesherren vorgenommen. Damit war das Amt Pfungstadt zuständig. Die Zentgerichte hatten damit ihre Funktion verloren.
Mit Bildung der Landgerichte im Großherzogtum Hessen war ab 1821 das Landgericht Zwingenberg das Gericht erster Instanz. Die zweite Instanz war weiter das Hofgericht Darmstadt. In der erstinstanzlichen gerichtlichen Zuständigkeit für Nieder-Beerbach folgten:
- 1853: Landgericht Darmstadt; zweite Instanz: Hofgericht Darmstadt
- 1879: Amtsgericht Darmstadt II; zweite Instanz: Landgericht Darmstadt
- 1932: Amtsgericht Darmstadt; zweite Instanz: Landgericht Darmstadt

## Bevölkerung

### Einwohnerstruktur 2011
Nach den Erhebungen des Zensus 2011 lebten am Stichtag, dem 9. Mai 2011, in Nieder-Beerbach 1920 Einwohner. Darunter waren 99 (5,2 %) Ausländer. Nach dem Lebensalter waren 327 Einwohner unter 18 Jahren, 795 waren zwischen 18 und 49, 441 zwischen 96 und 64 und 357 Einwohner waren älter. Die Einwohner lebten in 857 Haushalten. Davon waren 276 Singlehaushalte, 264 Paare ohne Kinder und 240 Paare mit Kindern, sowie 72 Alleinerziehende und 15 Wohngemeinschaften. In 162 Haushalten lebten ausschließlich Senioren und in 612 Haushaltungen leben keine Senioren.

### Einwohnerentwicklung
| • 1629: | 26 Hausgesesse                                 |
| • 1630: | 7 Zweispännige, 1 Einspänniger, 11 Einläuftige |
| • 1806: | 421 Einwohner, 63 Häuser                       |
| • 1829: | 552 Einwohner, 79 Häuser                       |
| • 1867: | 692 Einwohner, 98 Häuser                       |

| Nieder-Beerbach: Einwohnerzahlen von 1791 bis 2018 | Nieder-Beerbach: Einwohnerzahlen von 1791 bis 2018 | Nieder-Beerbach: Einwohnerzahlen von 1791 bis 2018 | Nieder-Beerbach: Einwohnerzahlen von 1791 bis 2018 | Nieder-Beerbach: Einwohnerzahlen von 1791 bis 2018 |
| --- | -------------------------------------------------- | -------------------------------------------------- | -------------------------------------------------- | -------------------------------------------------- |
| Jahr |                                                    |                                                    |                                                    | Einwohner                                          |
| 1791 | 1791                                               |                                                    | 311                                                | 311                                                |
| 1800 | 1800                                               |                                                    | 360                                                | 360                                                |
| 1806 | 1806                                               |                                                    | 421                                                | 421                                                |
| 1829 | 1829                                               |                                                    | 552                                                | 552                                                |
| 1834 | 1834                                               |                                                    | 575                                                | 575                                                |
| 1840 | 1840                                               |                                                    | 645                                                | 645                                                |
| 1846 | 1846                                               |                                                    | 665                                                | 665                                                |
| 1852 | 1852                                               |                                                    | 665                                                | 665                                                |
| 1858 | 1858                                               |                                                    | 611                                                | 611                                                |
| 1864 | 1864                                               |                                                    | 661                                                | 661                                                |
| 1871 | 1871                                               |                                                    | 673                                                | 673                                                |
| 1875 | 1875                                               |                                                    | 691                                                | 691                                                |
| 1885 | 1885                                               |                                                    | 764                                                | 764                                                |
| 1895 | 1895                                               |                                                    | 830                                                | 830                                                |
| 1905 | 1905                                               |                                                    | 894                                                | 894                                                |
| 1910 | 1910                                               |                                                    | 905                                                | 905                                                |
| 1925 | 1925                                               |                                                    | 949                                                | 949                                                |
| 1939 | 1939                                               |                                                    | 930                                                | 930                                                |
| 1946 | 1946                                               |                                                    | 1.330                                              | 1.330                                              |
| 1950 | 1950                                               |                                                    | 1.306                                              | 1.306                                              |
| 1956 | 1956                                               |                                                    | 1.228                                              | 1.228                                              |
| 1961 | 1961                                               |                                                    | 1.301                                              | 1.301                                              |
| 1967 | 1967                                               |                                                    | 1.433                                              | 1.433                                              |
| 1970 | 1970                                               |                                                    | 1.376                                              | 1.376                                              |
| 1980 | 1980                                               |                                                    | ?                                                  | ?                                                  |
| 1990 | 1990                                               |                                                    | ?                                                  | ?                                                  |
| 2000 | 2000                                               |                                                    | ?                                                  | ?                                                  |
| 2011 | 2011                                               |                                                    | 1.920                                              | 1.920                                              |
| 2013 | 2013                                               |                                                    | 2.050                                              | 2.050                                              |
| 2016 | 2016                                               |                                                    | 1.996                                              | 1.996                                              |
| 2018 | 2018                                               |                                                    | 1.886                                              | 1.886                                              |
| Datenquelle: Historisches Gemeindeverzeichnis für Hessen: Die Bevölkerung der Gemeinden 1834 bis 1967. Wiesbaden: Hessisches Statistisches Landesamt, 1968. Weitere Quellen: ÖAGIS; 1791; 1800; ab 2013: Website Mühltal (Webarchiv); Zensus 2011 |                                                    |                                                    |                                                    |                                                    |

### Historische Religionszugehörigkeit
| • 1829: | 548 lutheranische (= 99,18 %), ein reformierter (= 0,18 %) und 3 katholische (= 0,54 %) Einwohner |
| • 1961: | 1156 evangelische (= 88,85 %), 125 katholische (= 9,61 %) Einwohner                               |

## Politik

### Ortsbeirat
Für Nieder-Beerbach besteht ein Ortsbezirk (Gebiete der ehemaligen Gemeinde Nieder-Beerbach) mit Ortsbeirat und Ortsvorsteher nach der Hessischen Gemeindeordnung.
Der Ortsbeirat besteht aus fünf Mitgliedern. Seit den Kommunalwahlen 2021 ist Klaus Nolde (Beerwischer) Ortsvorsteher.

### Wappen
Das Wappen wurde am 17. Februar 1955 durch das Hessische Innenministerium genehmigt.
| Wappen von Nieder-Beerbach | Blasonierung: „In goldenem Schild ein schwarzer, rot bewehrter, aufrechter Bär, über sechs blaue Steinzwacken schreitend und in der Rechten ein rotes Frankensteiner Beileisen haltend.“ |
| Wappen von Nieder-Beerbach | |

## Sehenswürdigkeiten und Kultur

### Burg Frankenstein
Die Burgruine Frankenstein, eine historische Trutz- oder Wehrburg mit zwei Türmen, Burgmauern und vorgelagertem Pulverturm, befindet sich in 370 m Höhe auf dem Schlossberg, südöstlich des Darmstädter Stadtteils Eberstadt, gelegen auf der Gemarkung von Nieder-Beerbach. Berühmtheit verdankte die Burg Frankenstein einer geschäftstüchtigen Vermarktung, wonach sie als Namensgeber für Mary Shelleys bekanntes Buch Frankenstein oder der moderne Prometheus dargestellt wurde. Freilich gibt es dafür keinen wissenschaftlich haltbaren Beleg. Und erst in den letzten Jahrzehnten zusätzlich auch dadurch, dass seit den 1970er Jahren auf der Burg eines der größten Halloweenfeste Deutschlands stattfindet.

### Vereine
Nieder-Beerbach verfügt, gemessen an seiner relativ geringen Einwohnerzahl, über ein sehr ausgeprägtes und buntes Vereinsleben, das die dörfliche Gemeinschaft fördert.
Neben verschiedenen Sportstätten und Vereinsheimen wird in Nieder-Beerbach auch ein Walderlebnispfad rund um die Burg Frankenstein unterhalten, der den Benutzern die Nähe zwischen Mensch und Wald näherbringen soll.

### Unser Dorf
Nieder-Beerbach nahm 2005 zum zweiten Mal am Wettbewerb des Landes Hessen „Unser Dorf“ teil (früher „Unser Dorf soll schöner werden“). Wie bereits bei der ersten Teilnahme, Anfang der 1990er, konnte Nieder-Beerbach hier den zweiten Platz belegen.

### Kunststatt Nieder-Beerbach
Kunststatt Nieder-Beerbach – dies meint nicht „Stadt“, sondern „Stätte“ der Kunst, oder auch: Arbeitsstätte, Werkstatt der Kunst. Auf Initiative der Künstlerin Erika Liefland fanden sich 10 Künstler aus Nieder-Beerbach im Sommer 2002 zu einer Ausstellung zusammen und bereichern seither das Dorfbild mit ihren Werken, die in Nieder-Beerbach allgegenwärtig sind. Seitdem wird sogar am Ortseingang auf eigenen Verkehrsschildern darauf hingewiesen, dass sich der Besucher einer Kunststätte nähert.

### Regelmäßige Veranstaltungen
- Juni–August: Frankenstein-Kulturfestival[19]
- September: Kerb[20]
- Oktober: Oktoberfest[21]
- Oktober/November: Halloween-Festival[22]
- November: Theateraufführung KAF, Komödie am Frankenstein (SKG Nieder-Beerbach)
- Fastnacht: Zwei Herren- und Damen-Sitzungen (veranstaltet durch die SKG Nieder-Beerbach) und „Närrisch’im TV“ (veranstaltet durch den TV 1894 Nieder-Beerbach)

Frankenstein-Bergturnfest
Auf der Wald-Sportanlage (Felsing-Anlage des Turnvereins) in der Nähe der Burg Frankenstein findet seit dem Jahr 1902 alljährlich das Frankenstein-Bergturnfest des Turngaus Main-Rhein statt.

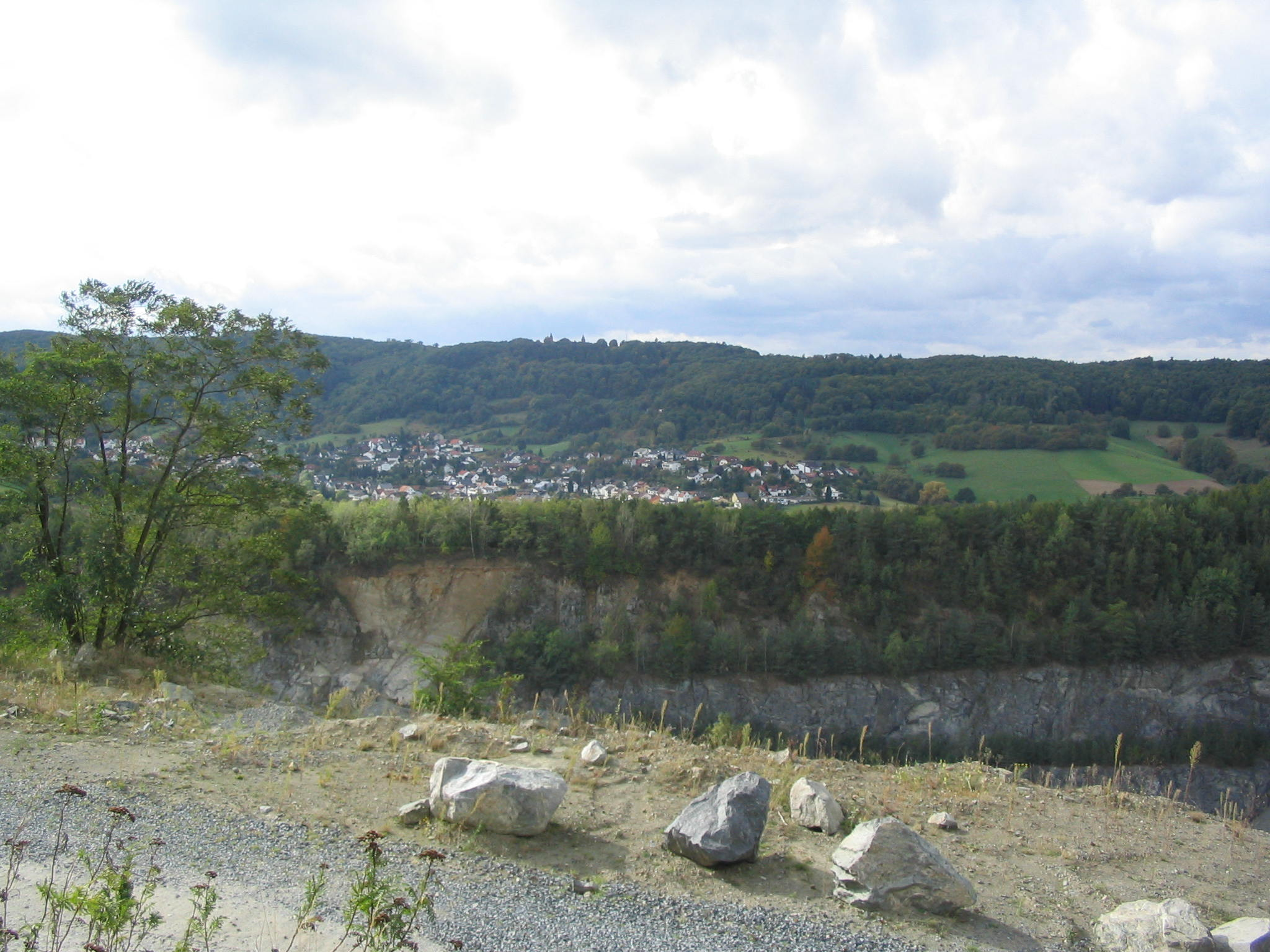
Blick vom Steinbruch am Glasberg aus auf das Frankensteinmassiv und davor Nieder-Beerbach
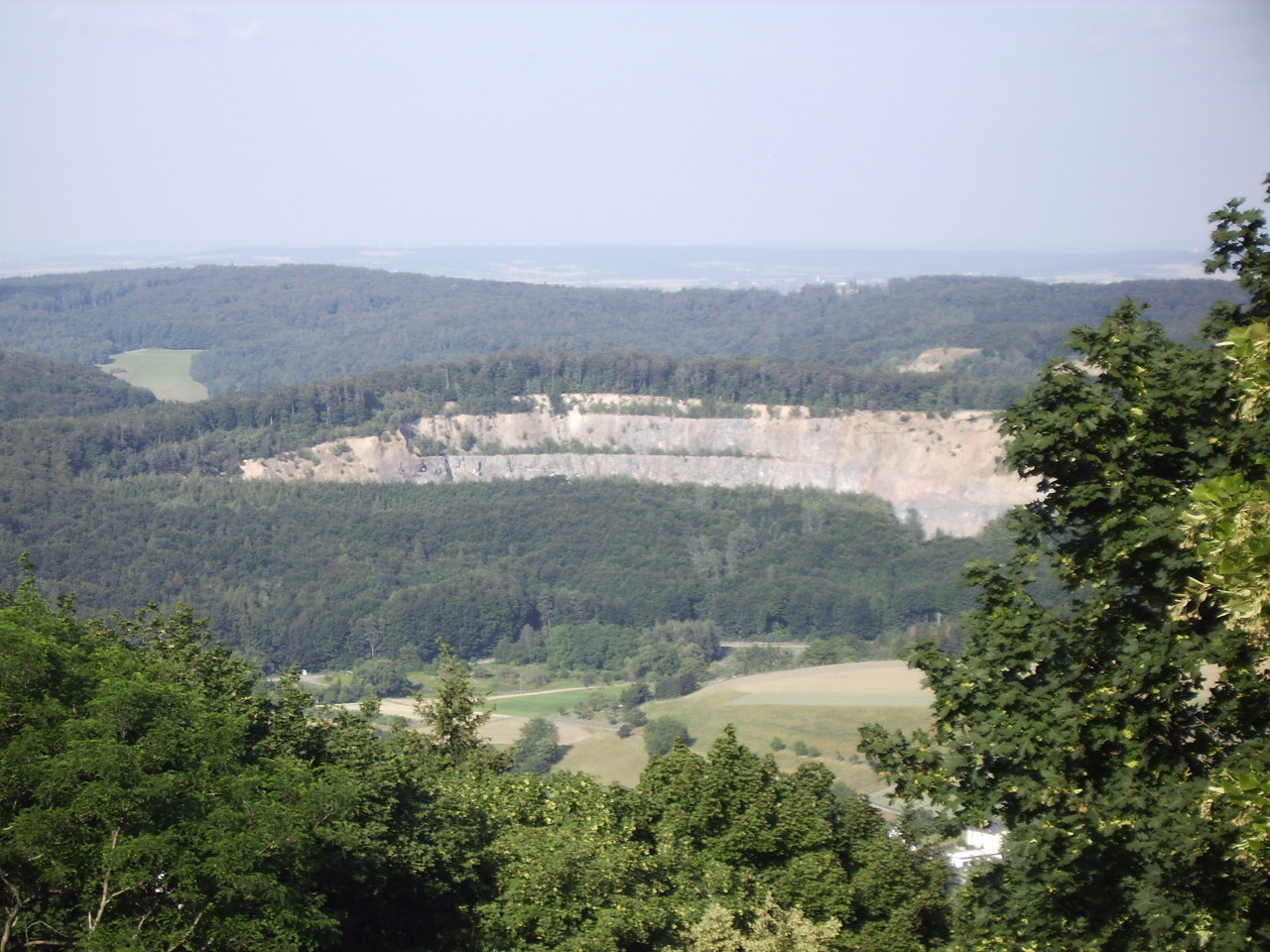
Blick vom Frankenstein auf den Nieder-Beerbacher Steinbruch und den vorderen Odenwald
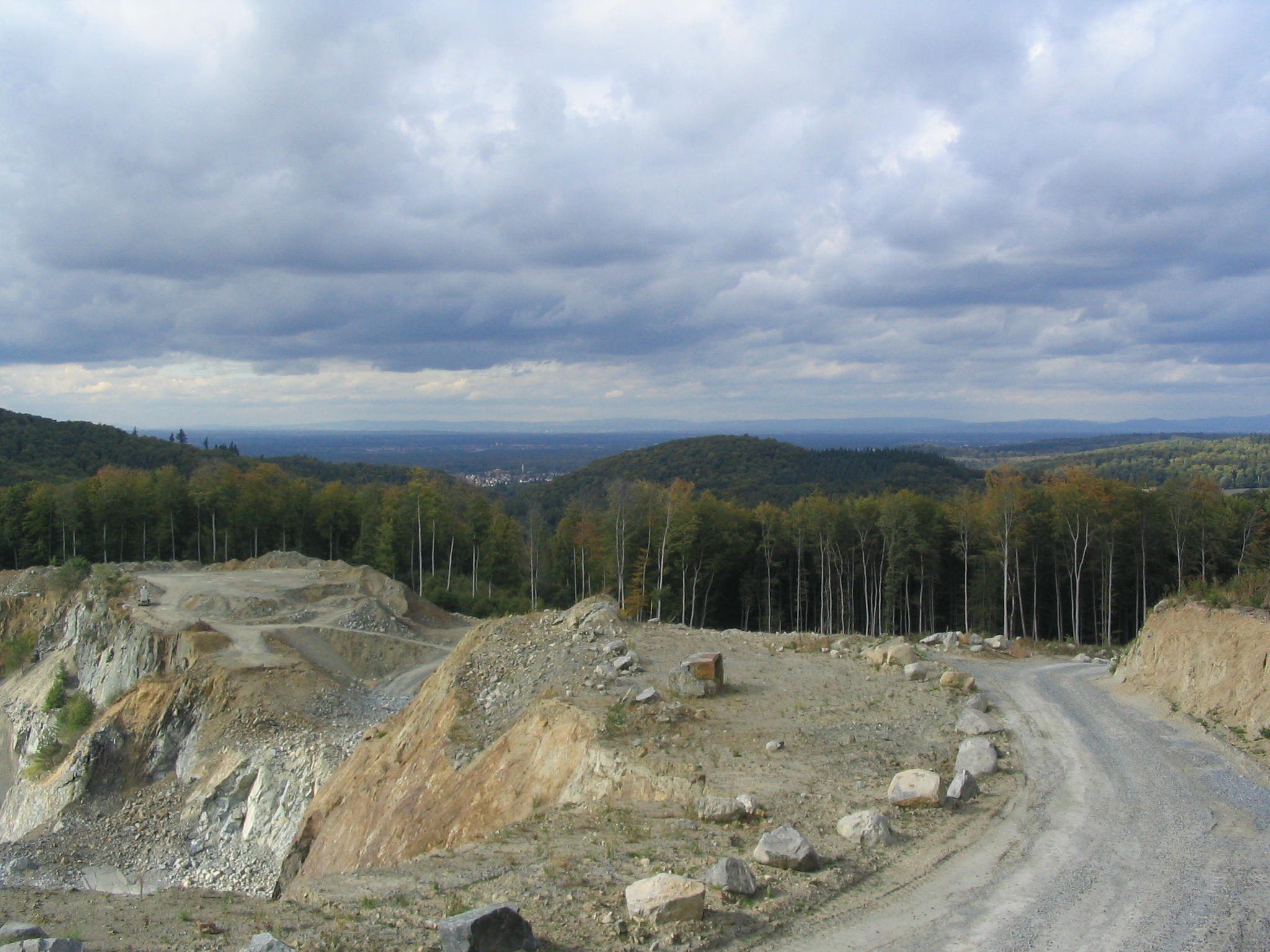
Blick vom Steinbruch am Glasberg nach N-NW über die Rheinebene zum Taunus
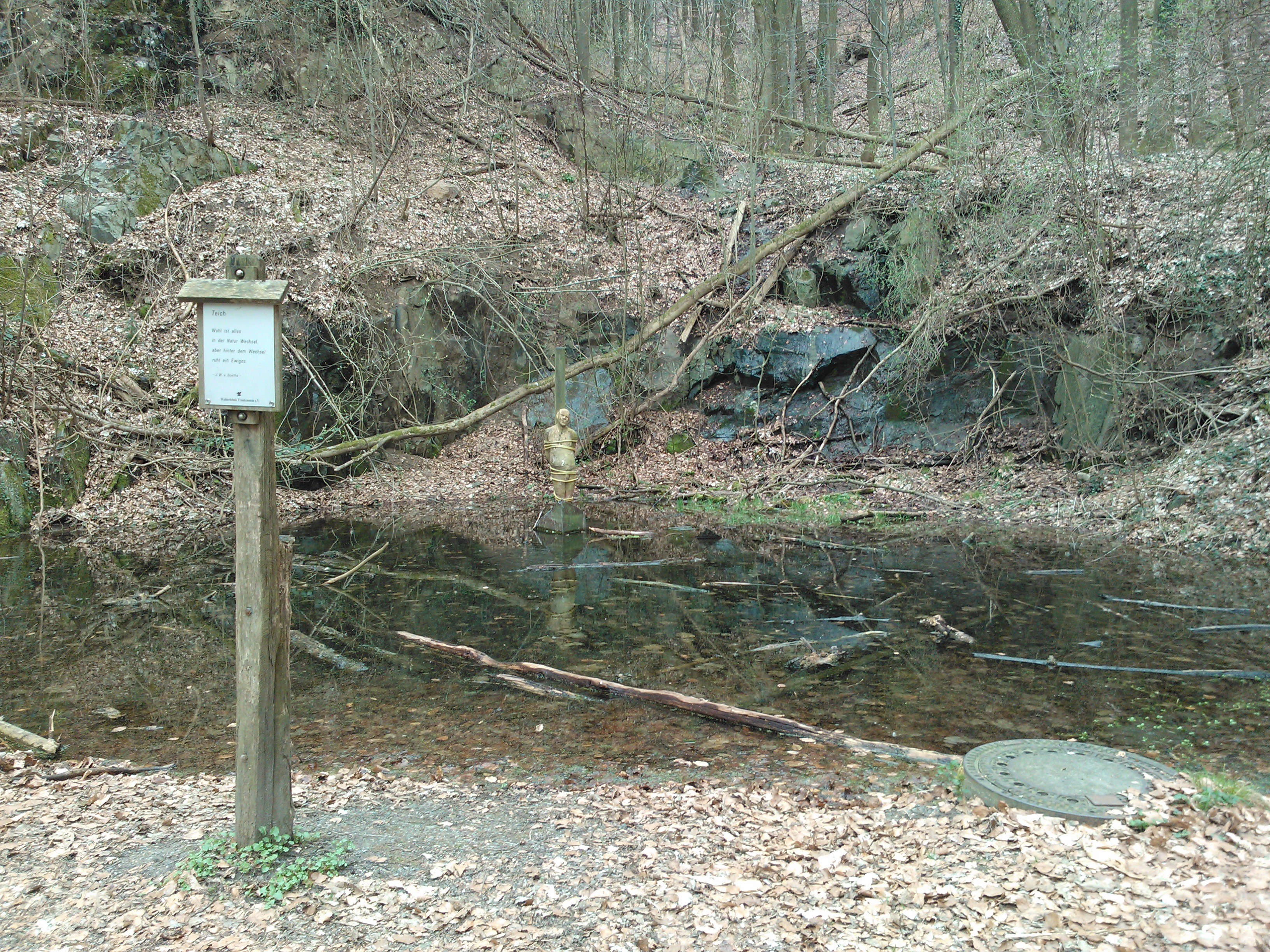
Der Lindwurmteich oberhalb der Alten Burg
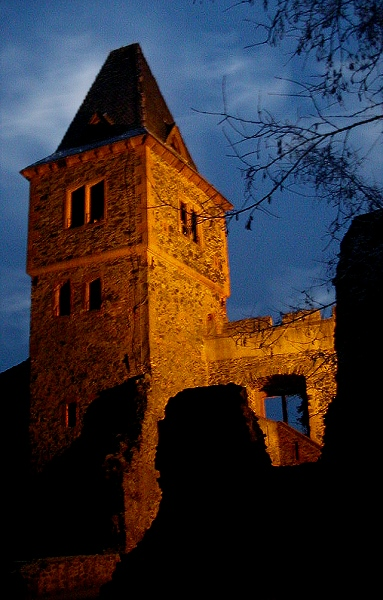
Burg Frankenstein oberhalb Nieder-Beerbachs bei Nacht

### Naturdenkmale
In der Gemarkung Nieder-Beerbach befinden sich auf dem westlich gelegenen Bergrücken die Magnetsteine, ein geologisches Naturdenkmal.
- Siehe auch: Liste der Naturdenkmale in Mühltal

## Wirtschaft und Infrastruktur
Nieder-Beerbach ist durch seine Lage am Rande des Odenwalds eher ländlich geprägt. Aufgrund der Tatsache, dass die meisten Bewohner im nahe gelegenen Rhein-Main-Gebiet arbeiten, werden dort auch die meisten Geschäfte getätigt. Darunter leidet auch Nieder-Beerbachs Infrastruktur.
Jedoch beginnt sich am nördlichen Ortsrand ein kleines Industriegebiet zu etablieren. Hier sind vor allem Unternehmen aus dem Handwerk und der IT-Branche angesiedelt. Seit Ende 2017 ist neben einem Getränkemarkt und einem Schreibwarengeschäft auch wieder ein Bäckerladen hinzugekommen, welcher von den Einwohnern sehr gut angenommen wird und so zur Stärkung des Einzelhandels innerhalb des Dorfes beiträgt. Verglichen mit den umliegenden Ortschaften ist Nieder-Beerbach wirtschaftlich gut aufgestellt.
Ein weiteres wichtiges Unternehmen für Nieder-Beerbach ist der im Osten liegende Steinbruch der Odenwälder Hartstein-Industrie (OHI). Die OHI wurde 1957 von der regionalen Konkurrenz, der Mitteldeutschen Hartstein-Industrie AG (MHI) erworben, die den Steinbruch noch heute betreibt.
Der Nieder-Beerbacher Steinbruch ist der einzige Ort in Deutschland, an dem noch Silber gefördert wird.
Ebenso wird in diesem und in einem weiteren, nur wenige hundert Meter entfernten, Steinbruch in Waschenbach Gabbro gewonnen.